# Pearson Isles
Pearson Isles är en ö i Australien. Den ligger i kommunen Esperance Shire och delstaten Western Australia, omkring 650 kilometer öster om delstatshuvudstaden Perth.